# Denys le Petit
Pour les articles homonymes, voir Denys.
Denys le Petit (en latin Dionysius Exiguus), né vers 470 dans la province romaine de Scythie mineure sur les bords du Pont Euxin (actuelle Dobrogée, en Roumanie) et mort entre 537 et 555 à Rome, est un religieux chrétien érudit, installé à Rome de l'an 497 environ à sa mort. Il fut l'un des principaux « passeurs », à son époque, entre les chrétientés orientale et occidentale. Traducteur de textes du grec en latin, ayant travaillé sur le droit canon et le comput, il est resté célèbre pour avoir calculé l’Annus Domini qui a servi à dater les années depuis la naissance conventionnelle de Jésus-Christ et qui est toujours utilisé de nos jours.

## Éléments biographiques
Son ami et disciple Cassiodore le dit de « nation scythe » (Instit. divin., § 23), ce qui doit renvoyer à la province de « Scythie mineure », dont la métropole était Tomis, l'actuelle Constanța. Cette région de la sphère culturelle de l'Orient grec (dont venait aussi Jean Cassien) était alors autant latinophone qu'hellénophone : Denys portait un nom grec (Dionysios) et maîtrisait parfaitement les deux langues. Le surnom Exiguus est probablement une marque d'humilité de sa part, à moins qu'il ne désigne sa taille physique.
À Rome, il fut pendant plusieurs décennies, par ses travaux d'érudition, un précieux collaborateur de la curie pontificale. Une tradition remontant au moins au VIIe siècle en fait l'abbé d'un monastère romain : sans aucune information contemporaine à ce sujet, cela renforce l'hypothèse de son statut de moine.

## Travaux de traduction et de droit canon
Ses principales traductions du grec au latin conservées sont : le traité Sur la création de l'homme de Grégoire de Nysse (dont la préface est une lettre de Denys à l'abbé Eugippe) ; la plus ancienne Vie de saint Pacôme, qui ne subsiste que dans sa traduction, et eut une forte influence sur le monachisme occidental ; la lettre de Proclus de Constantinople aux Arméniens, qui joua un rôle important dans le second concile de Constantinople en 553 ; une Histoire de la découverte de la tête de saint Jean-Baptiste. D'autres traductions qui lui étaient attribuées autrefois ne sont plus retenues aujourd'hui (comme celle d'une lettre synodale de Cyrille d'Alexandrie contre Nestorius, qui figure en tête des œuvres dans la Patrologia Latina, et qui est aujourd'hui assignée à Marius Mercator).
Ses travaux en matière de droit canon constituent la Collectio Dionysiana. D'abord, vers l'an 500, il réalisa le Codex canonum Ecclesiæ universæ, contenant le texte et la traduction latine des canons des conciles grecs de référence, de Nicée I à Chalcédoine, la traduction précédente, due au moine Laurentius, étant jugée insatisfaisante. Ensuite, dans le Codex canonum ecclesiasticorum, sive Codex canonum Ecclesiæ Romanæ, recueil uniquement en latin, il plaça successivement les Canons des Apôtres, puis ceux des conciles grecs (mais pas ceux du concile d'Éphèse figurant dans le premier Codex), puis ceux du concile de Sardique de 343 et ceux des conciles de l'Église d'Afrique dits « du concile de Carthage ». Peu après, il constitua un recueil des décrétales des papes depuis Sirice (384-399) jusqu'à Anastase II (496-498). Enfin, sur la commande du pape Hormisdas (entre 514 et 523), il réalisa une nouvelle édition bilingue des canons des conciles grecs, pour les négociations de la papauté avec Constantinople ; de ce dernier ouvrage, il ne reste que la préface.
Cette Collectio Dionysiana a eu un rôle très important dans l'histoire du droit canon, un rôle quasi fondateur car il n'y avait pas eu de travail de cette ampleur auparavant. Plus tard la collection fut élargie, notamment dans la Collectio Dionysio-Hadriana qui fut remise par le pape Adrien Ier à Charlemagne lors de son séjour romain de 774 et adoptée comme collection de référence par les évêques francs dans un concile tenu à Aix-la-Chapelle en 802.

## Travaux sur le comput
Le travail de Denys sur le comput répond à une commande du pape Jean Ier intervenue en l'an 525 et portant sur le calcul de la date de Pâques. Selon la tradition rapportée par Denys, la règle avait été fixée pour toute l'Église par le concile de Nicée : « Pâques est le dimanche d'après la pleine lune (c'est-à-dire le quatorze d'un mois lunaire) du premier mois qui suit l'équinoxe de printemps », ce qui laisse une marge d'interprétation. On se fondait pour fixer ce jour, non pas sur une observation astronomique directe, mais sur un calendrier lunaire perpétuel (lune ecclésiastique) : les cycles de Méton sont des périodes de dix-neuf ans auxquelles correspondaient 235 mois lunaires (à raison de douze années de douze mois lunaires et sept années de treize mois lunaires, les « années embolismiques »).
À Alexandrie, les archevêques Théophile et Cyrille avaient fait établir des tables pascales, où les cycles étaient calculés depuis l'« ère des martyrs », utilisées dans l'Égypte chrétienne, où les années sont comptées à partir de l'avènement de l'empereur Dioclétien, grand persécuteur des chrétiens (20 novembre 284). La table de Cyrille couvrait cinq cycles métoniques, soit 95 ans, de 436 à 531 (du neuvième au treizième cycle dans l'« ère des martyrs »). Ces « tables alexandrines », qui avaient une grande autorité car Alexandrie était une référence en la matière, avaient été transmises à Rome (l'archevêque Protérius, second successeur de Cyrille, avait écrit à ce sujet en 455 au pape Léon Ier), mais Victorius d'Aquitaine avait à la même époque, à Rome même, sur la commande du diacre Hilaire qui succéda au pape Léon Ier, établi une autre table pascale, si bien que le comput alexandrin ne fut pas vraiment pris en considération.
Les textes de Denys sur le comput pascal (formant ce qu'on appelle le Liber de Paschate) sont les suivants :
- deux lettres De ratione Paschæ (Sur le calcul de Pâques), l'une adressée à un évêque Petronius, l'autre à deux responsables de la chancellerie pontificale, le primicier Boniface et le secondicier Bonus ;
- la traduction latine de la lettre de l'archevêque Protérius au pape Léon Ier ;
- une préface de Denys présentant l'esprit de son travail ;
- une table pascale allant de 513 à 626 (c'est-à-dire reprenant le dernier cycle métonique de celle de Cyrille, 513-531, et donnant les cinq cycles suivants dans l'« ère des martyrs ») ;
- une liste d'« argumenta paschalia », c'est-à-dire le mode de calcul des caractéristiques de chaque année (épacte, lettre dominicale, nombre d'or...), qui sont au nombre de seize dans les manuscrits, mais seuls les neuf premiers, appliqués en guise d'exemple à l'année 525, correspondent au travail de Denys cette année-là.

Si dans son premier cycle (513-531) la table de Denys reprend la datation selon l'« ère des martyrs » (c'est-à-dire en comptant de l'an 229 à l'an 247), puisque c'est la fin de la table de Cyrille, dans les cinq cycles suivants, calculés par lui-même, il repousse l'exotique « ère des martyrs » : en Égypte on exaltait l'époque héroïque de la persécution, mais à Rome on abominait plutôt le souvenir de l'empereur persécuteur. « Noluimus circulis nostris memoriam impii et persecutoris innectere, sed magis elegimus ab Incarnatione Domini Nostri Jesu Christi annorum tempora prænotare », écrit Denys dans sa préface. On remarque d'ailleurs qu'il prit pour point zéro, non la mort et la résurrection du Christ (c'est-à-dire l'origine de la fête de Pâques), comme Victorius d'Aquitaine, mais son incarnation ou conception (le 25 mars) et sa naissance (le 25 décembre), cette dernière date devenant le premier de l'an. Sa table pascale est historiquement le premier document où les années, à partir de l'an 532, sont comptées « ab Incarnatione Christi ».
Le choix qu'il fit pour l'année de l'Incarnation (l'an 753 depuis la fondation de Rome, c'est-à-dire ce qui est devenu l'an -1 de notre calendrier) ne semble pas correspondre à la réalité : une étude rapprochant les données évangéliques de l'histoire générale (notamment les dates du règne d'Hérode le Grand) montre que cette année devrait être placée trois ou quatre ans auparavant. En fait le choix de Denys a été déterminé par les bases de son calcul calendaire : entre son « année de l'Incarnation » et le début de l'« ère des martyrs », il y a exactement quinze cycles métoniques (19 x 15 = 285) ; ensuite jusqu'en 532 il y a treize cycles, ce qui fait vingt-huit. Cette période de 532 ans, qui est le produit de 19 (le cycle métonique) par 4 (pour tenir compte des années bissextiles), puis par 7 (pour les jours de la semaine, puisque Pâques tombe forcément un dimanche), correspond à un cycle de retour des dates de Pâques dans le même ordre ; elle se trouvait déjà chez Victorius d'Aquitaine, mais courant depuis l'année que celui-ci avait fixée pour la mort du Christ (« période dionysienne » contre « période victorienne »).
Le comput dionysien mit longtemps à s'imposer dans toute l'Europe occidentale : en Gaule, au concile d'Orléans de 541, le comput pascal est encore unifié autour du travail de Victorius d'Aquitaine ; ce n'est qu'au Concilium Germanicum de Carloman et saint Boniface (en 742 ou 743) que le Liber de Paschale de Denys fut adopté dans l'Église franque. En Angleterre, il a dû être adopté dès le concile de Whitby en 664, et il est utilisé par Bède le Vénérable. Quant à l'habitude de compter les années « ab Incarnatione Christi » (en utilisant le calcul de Denys), elle ne s'est imposée que bien plus tard encore.
Concernant les origines de la table pascale de Denys le Petit, il faut reconnaître qu'elle doit sa structure métonique raffinée aux efforts mentaux de ses prédécesseurs computistiques, comme Anatolius (vers AD 260), qui inventa le premier cycle lunaire métonique de 19-ans (à ne pas confondre avec le cycle métonique, dont ce cycle lunaire est une application dans le calendrier julien), et Annianus (vers AD 400), qui découvrit que sa série de dates de dimanche pascal basée sur son cycle lunaire métonique de 19 ans a une période de 532 ans.

## Éditions
- Christophe Justel (éd.), Codex canonum ecclesiasticorum Dionysii Exigui, Paris, 1628 et 1643.
- Patrologia Latina, vol. 67, col. 9-520.
- Adolf Strewe (éd.), Die Canonessammlung des Dionysius Exiguus in der ersten Redaktion, coll. Arbeiten zur Kirchengeschichte 16, Berlin, Walter de Gruyter, 1931.
- Henri van Cranenburgh (éd.), La Vie latine de saint Pachôme, traduite du grec par Denys le Petit, coll. Subsidia hagiographica 46, Bruxelles, Société des Bollandistes, 1969.

### Sources et bibliographie
- Pierre Riché, Les Grandeurs de l'an mille, éditions Bartillat, 1999.
- De temps en temps, Histoires de calendriers, sous la direction éditoriale de Claude Naudin, Tallandier / Historia, Centre historique des archives nationales, 2001.

Cet article comprend des extraits du Dictionnaire Bouillet. Il est possible de supprimer cette indication, si le texte reflète le savoir actuel sur ce thème, si les sources sont citées, s'il satisfait aux exigences linguistiques actuelles et s'il ne contient pas de propos qui vont à l'encontre des règles de neutralité de Wikipédia.